# Кріш (Муреш)
Кріш (рум. Criș) — село у повіті Муреш в Румунії. Входить до складу комуни Данеш.
Село розташоване на відстані 219 км на північний захід від Бухареста, 45 км на південь від Тиргу-Муреша, 109 км на південний схід від Клуж-Напоки, 89 км на північний захід від Брашова.

## Населення
За даними перепису населення 2002 року у селі проживали 627 осіб.
Національний склад населення села:
| Національність | Кількість осіб | Відсоток |
| -------------- | -------------- | -------- |
| румуни         | 410            | 65,4%    |
| цигани         | 153            | 24,4%    |
| німці          | 39             | 6,2%     |
| угорці         | 25             | 4,0%     |

Рідною мовою назвали:
| Мова      | Кількість осіб | Відсоток |
| --------- | -------------- | -------- |
| румунська | 565            | 90,1%    |
| німецька  | 37             | 5,9%     |
| угорська  | 24             | 3,8%     |